# Tlacolula de Matamoros (kommun)
Tlacolula de Matamoros är en kommun i Mexiko.   Den ligger i delstaten Oaxaca, i den sydöstra delen av landet, 400 km sydost om huvudstaden Mexico City.
Följande samhällen finns i Tlacolula de Matamoros:
- Tlacolula de Matamoros
- Fraccionamiento Ciudad Yagul
- Fraccionamiento Rancho Valle del Lago
- Centro de Readaptación Social Femenil Tanivet
- Unidad Habitacional Doce de Mayo
- Lomas de Santa Ana Colonia